# Palamdordschiin Bajar
Palamdordschiin Bajar (mongolisch Паламдоржийн Баяр, englisch Palamdorjiin Bayar, wiss. Transliteration Palamdoržijn Bajar; * 25. Mai 1941) ist ein ehemaliger mongolischer Boxer.

## Sport
Palamdordschiin Bajar trat bei den Olympischen Sommerspielen 1972 in München an. Im Federgewichtsturnier schied er, nach einem Freilos in der ersten Runde, in seinem Zweitrundenkampf gegen den Bulgaren Kuchno Kuchnew aus.